# Marikina

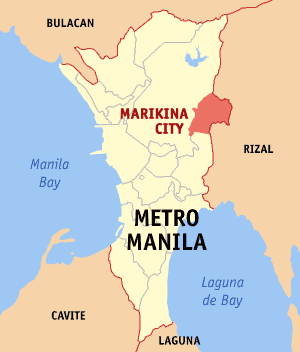
Bản đồ vùng đô thị Manila với vị trí của Marikina

Marikina là một thành phố của Philippines tại vùng đô thị Manila và ở phần phía Đông của vùng đô thị này. Marikina là trung tâm công nghiệp lớn nhất của vùng Manila. Công nghiệp đóng giày ở Marikina rất phát triển, nên Marikina được coi là Thủ đô Giày của Philippines. Ở đây còn có Bảo tàng Giày, với bộ sưu tầm giày nổi tiếng của phu nhân Imelda Marcos. Marikina còn là một trung tâm công nghệ thông tin của vùng Manila.
Marikina rộng 21.50 km², có 479.394 dân (năm 2007), có nhiều công viên, những đại lộ rợp bóng cây xanh, những khu thương mại và khu đô thị mới.
Marikina được thành lập vào năm 1630 trong thời kỳ thực dân Tây Ban Nha cai trị và được công nhận là thành phố vào năm 1996. Hiện nay nó là đô thị loại I đô thị hóa cao của Philippines.
Website chính thức của thành phố: http://city.marikina.gov.ph Lưu trữ ngày 30 tháng 4 năm 2008 tại Wayback Machine